# James W. Skotchdopole
James W. Skotchdopole (31 de janeiro de 1933) é um produtor de cinema estadunidense. Venceu o Oscar de melhor roteiro original na edição de 2015 pela realização da obra Birdman or (The Unexpected Virtue of Ignorance), ao lado de Alejandro G. Iñárritu e John Lesher.

## Prêmios e indicações
- Venceu: Oscar de melhor filme - Birdman or (The Unexpected Virtue of Ignorance) (2014)